# Biomeigenia flava
Biomeigenia flava là một loài ruồi trong họ Tachinidae.